# IC 2181
IC 2181 ist eine Spiralgalaxie vom Hubble-Typ Sab im Sternbild Zwillinge auf der Ekliptik. Sie ist schätzungsweise 219 Millionen Lichtjahre von der Milchstraße entfernt und hat einen Durchmesser von etwa 60.000 Lichtjahren.

Im selben Himmelsareal befindet sich u. a. die Galaxie IC 2182.
Das Objekt wurde am 7. Februar 1896 von Stéphane Javelle entdeckt.